# Мардін (місто)
Марді́н (тур. Mardin, курд. Mêrdîn, від сир. ܡܶܪܕܺܝܢ — «фортеці») — місто на південному сході Туреччини, столиця однойменної провінції. Відоме архітектурними будівлями в арабському стилі, а також своїм розташуванням на скелястій місцевості з виглядом на північні рівнини Сирії. Має змішане населення, що складається з курдів, турків, ассирійців, арабів, а також невеликої діаспори вірмен.

## Історія

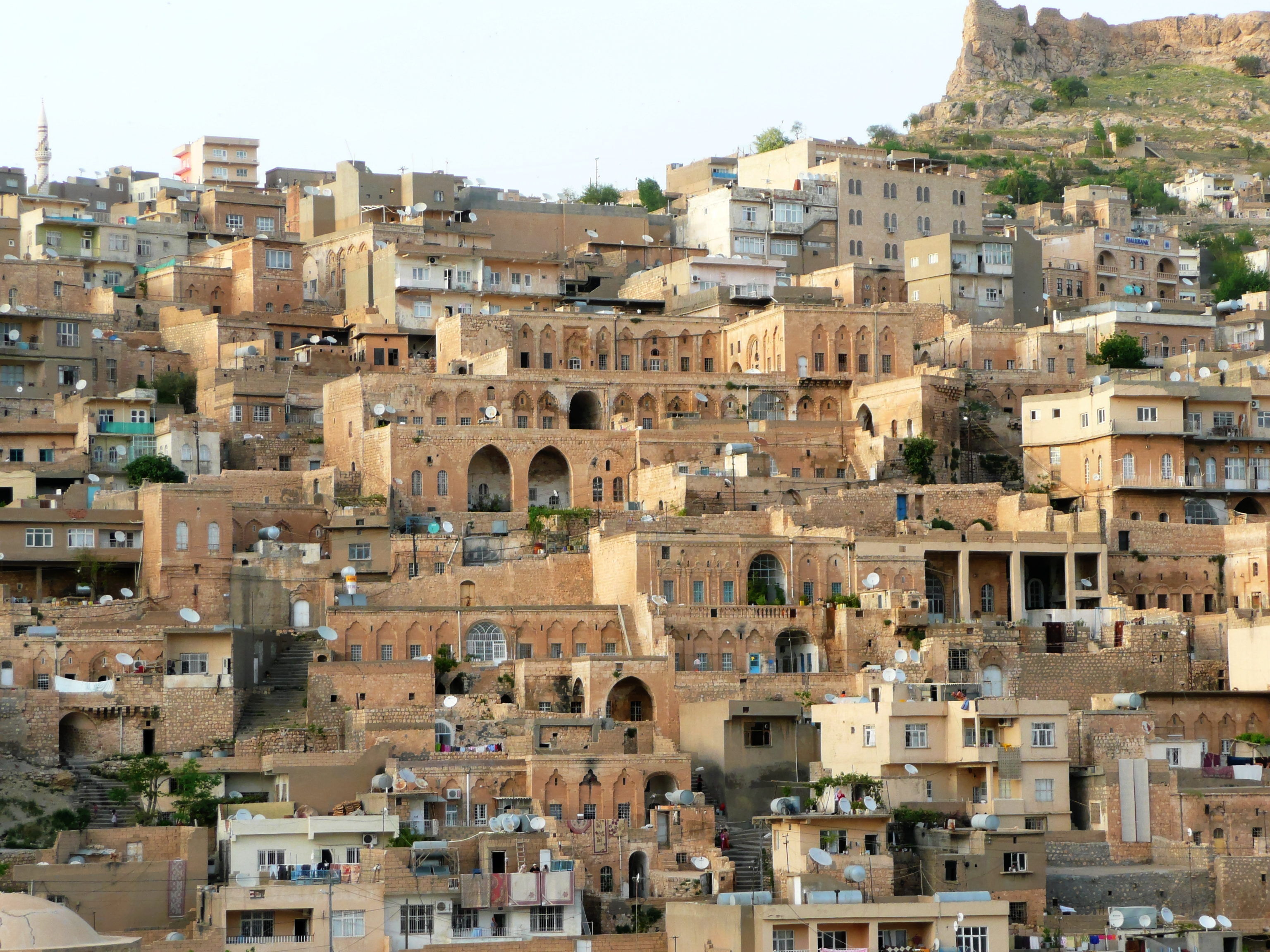
Старе місто

Першими поселенцями в Мардіні були ассирійці, які прибули сюди в третьому столітті нашої ери. На території міста є численні церкви та монастирі, у тому числі діючі, які засновані ще ранніми сирійськими християнами. 
У 1394 році прилеглі землі були завойовані монголами, пізніше переходять під контроль тюркських племен Ак-Коюнлу. 
1517 року місто завойоване османами та ввійшло в склад Османської імперії. На початку XX століття тут була проведена етнічна чистка, спрямована проти арабів, арамійців і вірменських християн.
Мардін отримав світову славу, коли його показали в кліпі Махмута Орхана — «6 days».

## Клімат
Місто знаходиться у зоні, котра характеризується середземноморським кліматом. Найтепліший місяць — липень із середньою температурою 28.9 °C (84 °F).
Найхолодніший місяць — січень, із середньою температурою 1.7 °С (35 °F).
| Клімат Мардіна          | Клімат Мардіна | Клімат Мардіна | Клімат Мардіна | Клімат Мардіна | Клімат Мардіна | Клімат Мардіна | Клімат Мардіна | Клімат Мардіна | Клімат Мардіна | Клімат Мардіна | Клімат Мардіна | Клімат Мардіна | Клімат Мардіна |
| Показник                | Січ.           | Лют.           | Бер.           | Квіт.          | Трав.          | Черв.          | Лип.           | Серп.          | Вер.           | Жовт.          | Лист.          | Груд.          | Рік            |
| Середній максимум, °C   | 5              | 6              | 11             | 16             | 23             | 29             | 34             | 34             | 29             | 22             | 14             | 7              | 19             |
| Середня температура, °C | 2              | 4              | 7              | 12             | 19             | 24             | 29             | 29             | 25             | 18             | 10             | 5              | 15             |
| Середній мінімум, °C    | 0              | 1              | 4              | 9              | 14             | 19             | 24             | 24             | 20             | 14             | 7              | 2              | 11             |
| Норма опадів, мм        | 124            | 119            | 110            | 100            | 41             | 5              | 1              | 0              | 3              | 45             | 76             | 121            | 744            |
| ----------------------- | -------------- | -------------- | -------------- | -------------- | -------------- | -------------- | -------------- | -------------- | -------------- | -------------- | -------------- | -------------- | -------------- |
| Джерело: Weatherbase    |                |                |                |                |                |                |                |                |                |                |                |                |                |

## Галерея

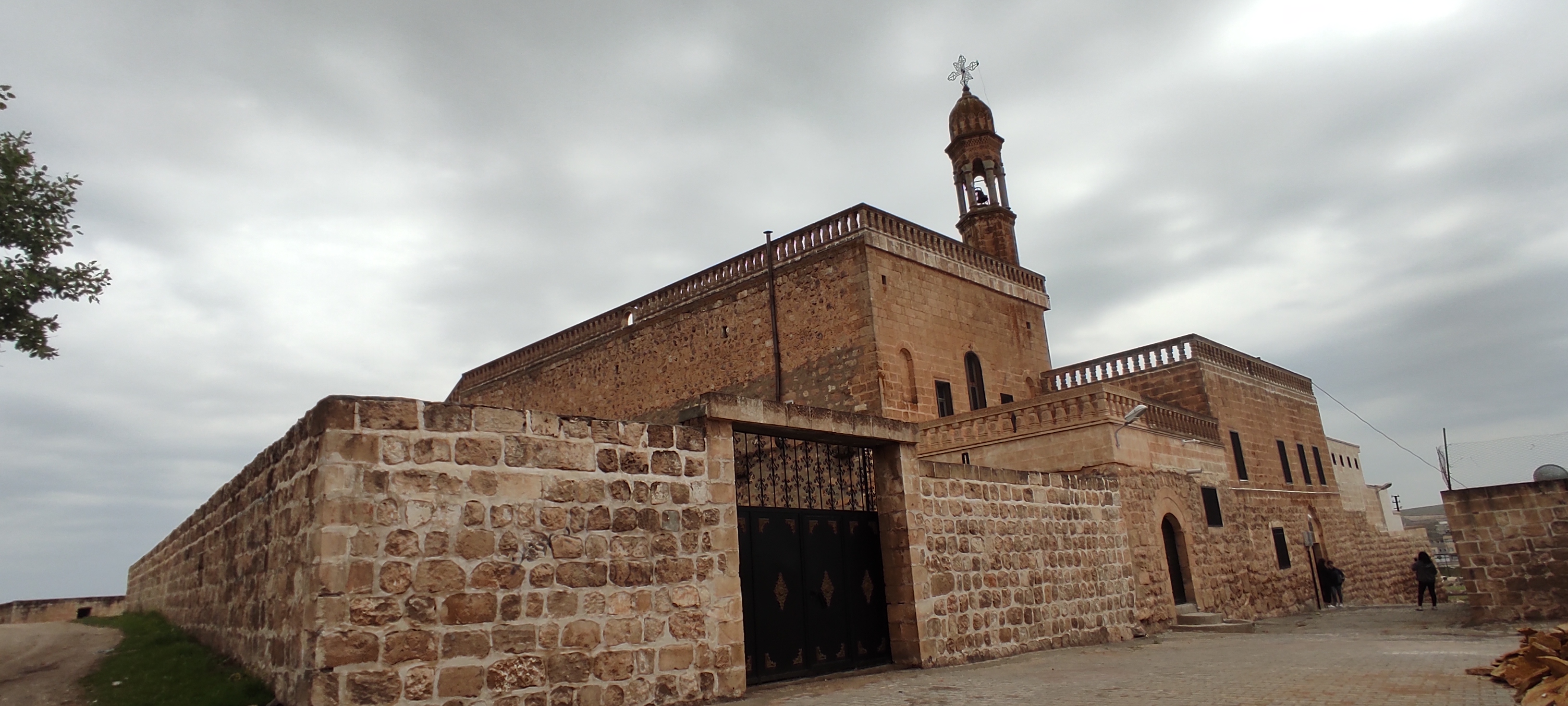
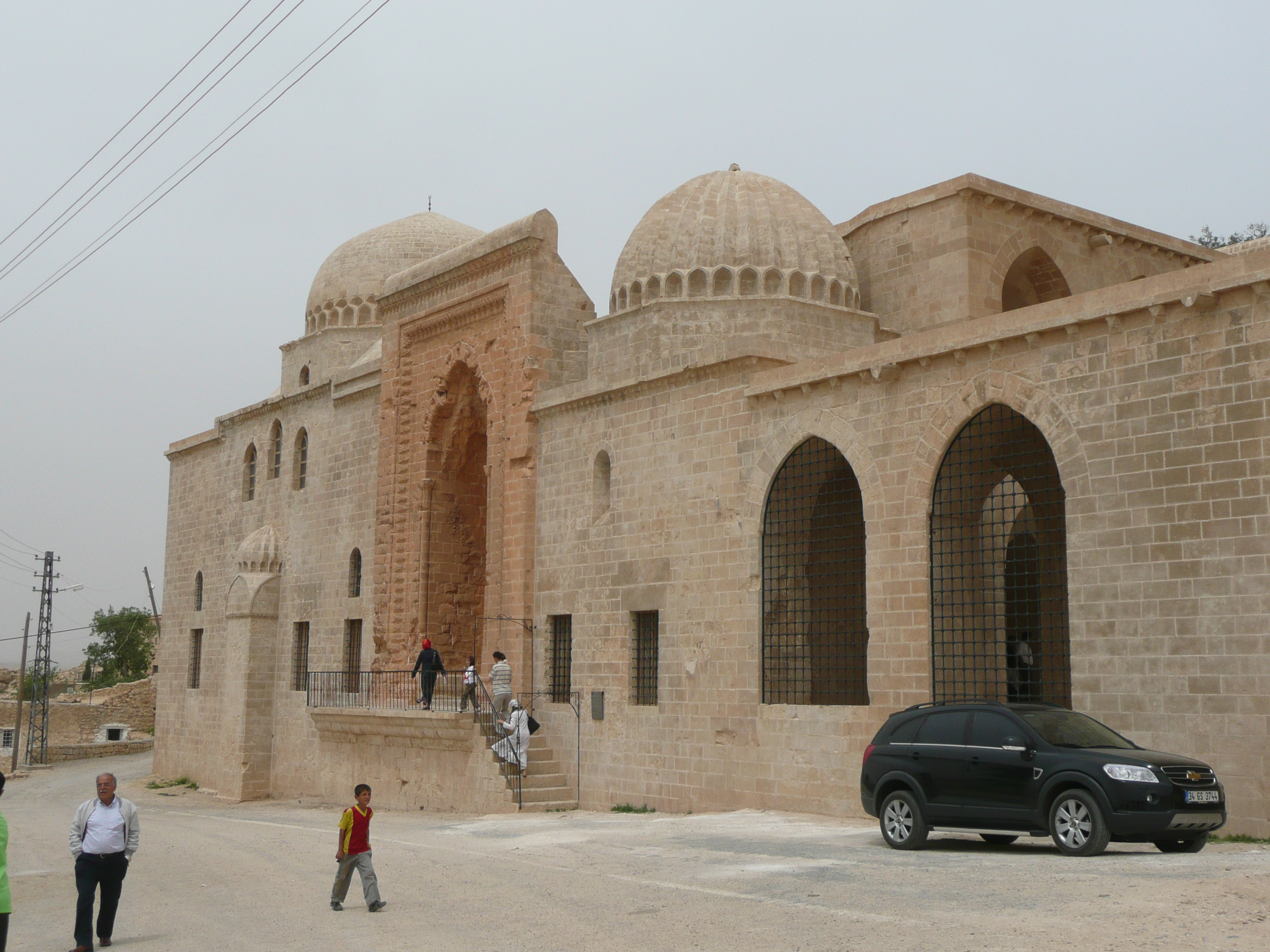

## Місто-побратим
- Любляна,  Словенія, з 2003 року